# ينس رود
ينس رود (بالدنماركية: Jens Rohde)‏ هو صحفي وسياسي دانمركي، ولد في 18 أبريل 1970 في الدنمارك. حزبياً، نشط في الحزب الليبرالي ( – 19 ديسمبر 2015) والحزب الليبرالي الاجتماعي الدنماركي (19 ديسمبر 2015 – ).

## مناصب
- انتخب عضو فولكتنغ [الإنجليزية]‏ عن دائرة Southern Copenhagen constituency  [لغات أخرى]‏ وقد انضم خلال فترته النيابية ‏ ( – 9 يناير 2007)  للكتلة البرلمانية الحزب الليبرالي.
- انتخب عضو فولكتنغ [الإنجليزية]‏ عن دائرة Viborg County constituency  [لغات أخرى]‏ وقد انضم خلال فترته النيابية ‏  للكتلة البرلمانية الحزب الليبرالي.
- في انتخابات البرلمان الأوروبي 2014، انتخب عضو في البرلمان الأوروبي عن دائرة الدنمارك (دائرة انتخابية للبرلمان الأوروبي) لترشحه ضمن   قائمة الحزب الليبرالي، وقد انضم خلال فترته النيابية (1 يوليو 2014 – )  للكتلة البرلمانية مجموعة تحالف الليبراليون والديمقراطيون من أجل أوروبا [الإنجليزية]‏.
- انتخب عضو فولكتنغ [الإنجليزية]‏ عن دائرة Viborg County constituency  [لغات أخرى]‏ وقد انضم خلال فترته النيابية ‏ (11 مارس 1998 – )  للكتلة البرلمانية الحزب الليبرالي.
- في انتخابات البرلمان الأوروبي 2009، انتخب عضو في البرلمان الأوروبي عن دائرة الدنمارك (دائرة انتخابية للبرلمان الأوروبي) لترشحه ضمن   قائمة الحزب الليبرالي، وقد انضم خلال فترته النيابية (14 يوليو 2009 – 30 يونيو 2014)  للكتلة البرلمانية مجموعة تحالف الليبراليون والديمقراطيون من أجل أوروبا [الإنجليزية]‏.